# Carina Raich
Carina Raich (* 14. März 1979 in Arzl im Pitztal, verheiratete Carina Stecher-Raich) ist eine ehemalige österreichische Skirennläuferin. Ihre Spezialdisziplin war der Slalom. Sie ist die Schwester des Skirennläufers Benjamin Raich.

## Sportkarriere
Raich zeigte im gemeinsamen Training als Jugendliche ähnliches Talent wie ihr Bruder Benjamin. Sie absolvierte das Skigymnasium in Stams, nach dem Gewinn der Österreichischen Jugendmeisterschaft im Slalom wurde sie 1996 in den Kader des Österreichischen Skiverbandes aufgenommen. Im Winter 1996/97 wurde sie erstmals durch eine Verletzung zurückgeworfen und konnte in der gesamten Saison keine Rennen bestreiten. Nach einem vierten Platz im Slalom bei den österreichischen Meisterschaften 1998 und einer Reihe guter Platzierungen in FIS-Rennen und bei Europacup-Rennen gab sie im Dezember 2000 in Sestriere ihr Debüt im Weltcup. Mit Platz 24 holte sie auch gleich ihre ersten Punkte.
Drei Monate später wurde sie bei den Weltmeisterschaften 2001 in St. Anton Neunte im Slalom. Im November 2001 fuhr sie schließlich mit dem dritten Platz beim Slalom von Copper Mountain ihre einzige Podestplatzierung im Weltcup ein. Letzter Höhepunkt ihrer Karriere war die Teilnahme an den Olympischen Winterspielen in Salt Lake City, wo sie im Slalom nach Rang 15 im ersten Durchgang im zweiten Lauf ausschied. Zwischen 2002 und 2003 war Raich als Heeressportlerin aktiv im Heeressportzentrum des Österreichischen Bundesheers. Zahlreiche verletzungsbedingte Pausen behinderten in weiterer Folge ihre sportliche Entwicklung. Schließlich erklärte sie Anfang 2005 ihren Rücktritt vom aktiven Skirennsport.

## Privat
Carina Raich studierte im Management Center Innsbruck Unternehmensführung in der Tourismus- und Freizeitwirtschaft, ihre Bachelorarbeit befasst sich mit dem Thema „Sponsoring als Instrument zur Steigerung des Bekanntheitsgrades einer Marke am Beispiel des UNIQA-Konzerns“. Seit dem 7. Juni 2008 ist sie mit Mario Stecher, dem Olympiasieger in der Nordischen Kombination, verheiratet. Das Paar hat zwei gemeinsame Söhne.

## Erfolge

### Weltmeisterschaften
- St. Anton 2001: 9. Slalom

### Weltcup
- Ein Podestplatz, weitere zweimal unter den besten zehn

### Weitere Erfolge
- 3 Ergebnisse unter den besten zehn im Europacup
- 4 Ergebnisse unter den besten zehn im Nor-Am Cup
- 3 Siege in FIS-Rennen